# Юрій Ярославич
Юрі́й Яросла́вич (бл. 1112 — 1166/1168) — князь турівський та пінський, син волинського князя Ярослава Святополковича, внук Святополка Ізяславича.

## Біографія

### Прихід до влади
Юрій Ярославович вперше згадується в літописі у 1144 році у зв'язку з одруженням на Анні Всеволодівні, дочці великого князя київського Всеволода Ольговича: «тої ж зими Всеволод віддав дві Всеволодківни Володимирові внуці одну за Володимира за Давидовича а другу за Яраслалвіча за Дюрдя, обидві одного тижня». Одруження з дочкою великого князя свідчить про високе становище Юрія Ярославича у Київській Русі.
1149 році Юрій Ярославович згадується як радник великого князя київського Юрія Володимировича Долгорукого. Ймовірно, Юрій Ярославович в цей час, не маючи свого уділу, був служилим князем у Юрія Володимировича.
У 1155 році Юрій Долгорукий передав Турів своєму синові Борису. А в 1158 році Юрій Долгорукий помер, і в цьому ж році Турів зайняв Юрій Ярославович. Ймовірно він скористався від'їздом з Турова до Києва Бориса Юрійовича на похорон батька.

### Боротьба за Турів
Новий великий князь київський Ізяслав Давидович (1157—1158, 1161) зажадав від Юрія Ярославича покори, і коли Юрій не послухав — пішов в похід на нього. У 1158 році до Турова і Пінська підійшло військо шести руських князів на чолі з Ізяславом. Облога міста тривала десять тижнів — найтриваліша за часів середньовічної Русі, під час якої захисники не тільки добре оборонялися на міських стінах, але навіть робили вилазки. А коли в армії великого князя київського почався мор коней, воно зняло облогу і пішло геть. Друге за важливістю місто Турівській землі — Пінськ також змогло відбитися.
Однак Юрій не уклав жодних домовленостей з великим князем київським. Більш того, через два роки, в 1160 році, повторився похід на Турів п'яти південноруських князів. Три тижні облягали вони Турів, намагаючись взяти місто. Однак і цей похід турівці зуміли успішно відбити: «…і не вспевше йому нічтоже возвратішася в своясі …».
І тільки в 1162 (фактично в 1161 рік) великий князь київський Ростислав Мстиславич уклав мир з Юрієм Ярославичем і визнав незалежність Турівської землі. Так було відновлено самостійність удільного Турівського князівства на чолі з династією Ізяславичів. Перерваний Володимиром Мономахом у 1113 році самостійний політичний розвиток Турівського князівства було відновлено в 1157 році завдяки рішучості і мужності нащадка Ізяслава Ярославича — Юрія Ярославича.

### Княжіння
Ім'я Юрія Ярославича не згадується в літописах у зв'язку з усобицями чи війнами. Можна думати, що його князювання принесла краю мир і спокій.
Свідченням зміцнення Турівського князівства при Юрії і його нащадках стало зведення в 1170—1175 рр. в Турові кам'яної церкви, яка за архітектурою була близькою тодішнім київським і владимирським храмам. На час його князювання доводиться діяльність видатного просвітителя — Кирила Турівського. Близько 1169 Юрій з турівськими старійшинами прохали Кирила-ченця прийняти єпископство.
Юрій останній раз згадується літописцем в 1167 році у зв'язку з шлюбом його дочки Малфріди з луцьким князем Всеволодом Ярославичем: «… Ярослав Ізяславич [син Ізяслава Мстиславича] поем дчерь Дюргия у Ярославича Малфрид ис Туров за сына Всеволода».
Помер Юрій Ярославович між 1167 і 1170 рр. Перед цим він, ймовірно, заповідав розділити князівство між своїми синами. Поділ відбувся між 1167 і 1174 роками. Серед п'яти синів Юрія Ярославича в літописних повідомленнях троє згадуються як «Турівський», «з Турова»: Святополк, Іван і Гліб. Святополк згаданий як «Турівський» в 1162 р. (ще за життя батька і до поділу на уділи), Іван «з Турова» — в 1167 (+1168) і 1170. Тому порядок князювання Юрійовичів у Турові достеменно не відомий.

## Сім'я
Дружина — донька Городненського князя Всеволодка Давидовича. Діти:
- Іван — князь Турівський;
- Святополк — князь Турівський;
- Ярослав — князь Пінський;
- Гліб — князь Дубровицький та Турівський;
- Ярополк — князь Пінський;
- Анна — дружина Великого князя Київського Рюрика Ростиславича;
- Малфріда — дружина Луцького князя Всеволода Ярославича.